# ビッグ・ブラザー (テレビ番組)
ビッグ・ブラザー (Big Brother) は、1999年にオランダで放送されたテレビ番組。
完全に外部から隔離され 全ての場所にカメラとマイクが仕掛けられた家で、十数人の男女を3ヶ月生活させ、彼らの生活を 喧嘩・セックス・互いの脱落させ合いに至るまでの全てを放送するリアリティ番組である。この番組のフォーマットは世界各地に販売されている。

## 各国のシリーズ
- アルゼンチン：テレフェ
- オーストラリア：ネットワーク・テン→ナイン・ネットワーク→セブン・ネットワーク
- ブラジル：ヘジ・グローボ
- フランス：M6/TF1
- ドイツ：RTL
- ハンガリー：TV2
- インド：ソニー・エンターテイメント・テレビジョン
- イスラエル：チャンネル2
- イタリア：カナレ5
- メキシコ：テレビサ
- オランダ：NET 5
- ノルウェー：TV 2
- フィリピン：ABS-CBN
- ポーランド：TVN→TV4
- ポルトガル：TVI
- ロシア：TNT
- セルビア：B92
- スペイン：テレシンコ
- スウェーデン：TV11
- タイ：iTV
- イギリス：チャンネル4→チャンネル5
- アメリカ合衆国：CBS